# Centro de Perfeccionamiento, Experimentación e Investigaciones Pedagógicas
El Centro de Perfeccionamiento, Experimentación e Investigaciones Pedagógicas (CPEIP) es el organismo encargado de implementar la ley que crea el Sistema de Desarrollo Profesional Docente, la cual define las bases de una política pública que potencia, orienta y regula el desarrollo de docentes y educadores y depende del Ministerio de Educación. Se creó en 1967 con el objetivo de apoyar la Reforma Educacional impulsada por el gobierno del Presidente Eduardo Frei Montalva. Esta nueva entidad concentró las diversas instancias de perfeccionamiento docente que existían en ese momento y desde entonces ha contribuido con el desarrollo profesional docente, apoyando la formación y el fortalecimiento de las competencias de los equipos directivos y docentes. Asimismo, ha impulsado una cultura de evaluación y de reconocimiento de los docentes. Su actual directora es Lilia Concha Carreño.

## Historia
Para apoyar la reforma educacional de 1965, el presidente Eduardo Frei Montalva crea el CPEIP; su objetivo es renovar las metodologías pedagógicas para la educación en el país. El centro es instaurado mediante la Ley N.º 16.617, firmada en enero de 1967.
" Artículo 50°.- Créase en el Ministerio de Educación Pública el Centro de Perfeccionamiento, Experimentación e Investigaciones Pedagógicas. El Instituto Superior del Magisterio; el Instituto de Cursos Libres de Perfeccionamiento; el Departamento Pedagógico y la Sección Perfeccionamiento del Personal de la Dirección de Educación Primaria y Normal y la Sección Experimentación de la Dirección de Educación Secundaria pasarán a formar parte de dicho Centro.
Corresponderá al Centro a que se refiere el inciso anterior la realización de los cursos de capacitación y perfeccionamiento que constituyan requisitos de ingreso, ascenso o permanencia en los servicios educacionales, como asimismo las tareas de experimentación, e investigación pedagógica y perfeccionamiento en lo que concierne al Ministerio de Educación Pública".
Su primer director es el Dr. Héctor Croxatto.
Además de ofrecer perfeccionamiento directo a educadores por medio de cursos, seminarios y publicaciones, el CPEIP mantiene un registro nacional de perfeccionamiento docente y es el organismo responsable de acreditar las instituciones de educación superior que pueden dictar cursos de perfeccionamientos a profesores.

## El CPEIP en la actualidad
A partir de 2003, el CPEIP se encarga de la Evaluación Docente a los profesores en servicio. Desde 2012, se responsabilizó de la Prueba Inicia, la cual pasó a ser, el 2016, la Evaluación Nacional Diagnóstica, que es aplicada un año antes del egreso en alguna carrera de Pedagogía, con el objetivo de generar información sobre los conocimientos pedagógicos, disciplinarios y didácticos obtenidos por los estudiantes durante su formación universitaria. Está basada en estándares pedagógicos y disciplinarios para la Formación Inicial Docente. Rendir esta evaluación es un requisito para la titulación. Los resultados generales y por institución son entregados a la Comisión Nacional de Acreditación, con el fin de que las universidades establezcan, de ser necesario, planes de mejora y serán considerados para el diseño de acciones formativas por parte del CPEIP.
En los últimos años, los cursos presenciales que congregaban profesores de distintos lugares de Chile y otros países han cedido paso al CPEIP Virtual, programa de desarrollo profesional en línea. 

## Aporte a la sociedad
El Centro de Perfeccionamiento, Experimentación e Investigaciones Pedagógicas ha contribuido al desarrollo educativo no sólo a través de cursos de perfeccionamiento para profesores y de publicaciones e intervenciones restringidas al mundo docente. Por el hecho de contar desde sus inicios con investigadores y profesores expertos, tanto en Educación como en sus distintas áreas de especialidad, impacta en la sociedad en general, planteando teorías nuevas, aplicando nuevas metodologías y generando cambios de paradigma más allá de las aulas; prueba de ello es su significativo número de Premios Nacionales de Educación, Ciencias, Ciencias exactas, Ciencias Naturales, Humanidades y Ciencias Sociales, entre otros.

## Directores nacionales
- Héctor Croxatto Rezzio (1967 - 1968)
- Hugo Montes Brunet (s), (1968 - 1969)
- Mario Leyton Soto (1968 - 1973)
- Antonio Carkovic Eterovic (1973 - 19??)
- Eduardo Cabezón Contreras
- René Salamé Martín
- Juan Enrique Fröemel Andrade
- Bartolomé Yankovic Nola
- Adriana Vergara González
- Jorge Jiménez Espinoza
- Marta Soto Rodríguez
- Rafael Herrera (1989 - 1990)
- Gabriel de Pujadas Hermosilla (1990 - 1994)
- Rene Reyes Soto (1994 - 2000)
- Carlos Beca Infante (2000 - 2010)
- Carmen Cruz Fabres (2010 - 2011)
- Violeta Arancibia Clavel (2011 - 2013)
- Paula Pinedo Versin (2013 - 2014)
- Rodolfo Bonifaz Suárez (2014 - 2015)
- Jaime Veas Sánchez (2015 - 2018)
- Francisca Díaz Domínguez (2018 - 2022)
- Lilia Concha Carreño (2022 - presente)